# Lista prefecților județului Suceava
Aceasta este lista cronologică cu prefecții  județului Suceava, începând din anul 1990:
| Prefect Nr. | Nume                     | Mandat            | Mandat            | Partid     | Guvern       |
| ----------- | ------------------------ | ----------------- | ----------------- | ---------- | ------------ |
| 1           | Daniel Catargiu          | 19 iulie 1990     | 9 ianuarie 1993   | FSN        | Roman II     |
| 1           | Daniel Catargiu          | 19 iulie 1990     | 9 ianuarie 1993   | FSN        | Roman III    |
| 1           | Daniel Catargiu          | 19 iulie 1990     | 9 ianuarie 1993   | FSN        | Stolojan     |
| 2           | Ioan Băncescu            | 9 ianuarie 1993   | 23 decembrie 1996 | FDSN/ PDSR | Văcăroiu     |
| 3           | Vasile Ilie              | 23 decembrie 1996 | 11 ianuarie 2001  | PD         | Ciorbea      |
| 3           | Vasile Ilie              | 23 decembrie 1996 | 11 ianuarie 2001  | PD         | Vasile       |
| 3           | Vasile Ilie              | 23 decembrie 1996 | 11 ianuarie 2001  | PD         | Isărescu     |
| 4           | Ioan Cușnir              | 11 ianuarie 2001  | 7 ianuarie 2005   | PSD        | Năstase      |
| 5           | Orest Onofrei            | 7 ianuarie 2005   | 14 aprilie 2008   | D.A./ PD   | Tăriceanu I  |
| 6           | Ștefan Alexandru Băișanu | 14 aprilie 2008   | 20 octombrie 2008 | PNL        | Tăriceanu II |
| 7           | Ovidiu Doroftei          | 20 octombrie 2008 | 13 februarie 2009 | PNL        | Tăriceanu II |
| 8           | Sorin Popescu            | 13 februarie 2009 | 12 mai 2012       | PD-L       | Boc I        |
| 8           | Sorin Popescu            | 13 februarie 2009 | 12 mai 2012       | PD-L       | Boc II       |
| 8           | Sorin Popescu            | 13 februarie 2009 | 12 mai 2012       | PD-L       | Ungureanu    |
| 9           | Florin Sinescu           | 12 mai 2012       | 3 aprilie 2015    | USL/ PSD   | Ponta I      |
| 9           | Florin Sinescu           | 12 mai 2012       | 3 aprilie 2015    | USL/ PSD   | Ponta II     |
| 9           | Florin Sinescu           | 12 mai 2012       | 3 aprilie 2015    | USL/ PSD   | Ponta III    |
| 9           | Florin Sinescu           | 12 mai 2012       | 3 aprilie 2015    | USL/ PSD   | Ponta IV     |
| 10          | Constantin Harasim       | 3 aprilie 2015    | 8 martie 2017     | PSD        |              |
| 10          | Constantin Harasim       | 3 aprilie 2015    | 8 martie 2017     | PSD        | Cioloș       |
| 11          | Mirela Adomnicăi         | 8 martie 2017     | 28 noiembrie 2019 | PSD        | Grindeanu    |
| 11          | Mirela Adomnicăi         | 8 martie 2017     | 28 noiembrie 2019 | PSD        | Tudose       |
| 11          | Mirela Adomnicăi         | 8 martie 2017     | 28 noiembrie 2019 | PSD        | Dăncilă      |
| 12          | Alexandru Moldovan       | 6 decembrie 2019  | 4 martie 2021     | PNL        | Orban I      |
| 12          | Alexandru Moldovan       | 6 decembrie 2019  | 4 martie 2021     | PNL        | Orban II     |
| 13          | Iulian Cimpoeșu          | 4 martie 2021     | 9 septembrie 2021 | USR-PLUS   |              |
| 13          | Iulian Cimpoeșu          | 4 martie 2021     | 9 septembrie 2021 | USR-PLUS   | Cîțu         |
| (12)        | Alexandru Moldovan       | 25 octombrie 2021 | prezent           | PNL        |              |
| (12)        | Alexandru Moldovan       | 25 octombrie 2021 | prezent           | PNL        | Ciucă        |
| (12)        | Alexandru Moldovan       | 25 octombrie 2021 | prezent           | PNL        | Ciolacu (1)  |